# Ulmus thomasii
Ulmus thomasii Sarg. es un árbol caducifolio perteneciente a la familia de las ulmáceas.

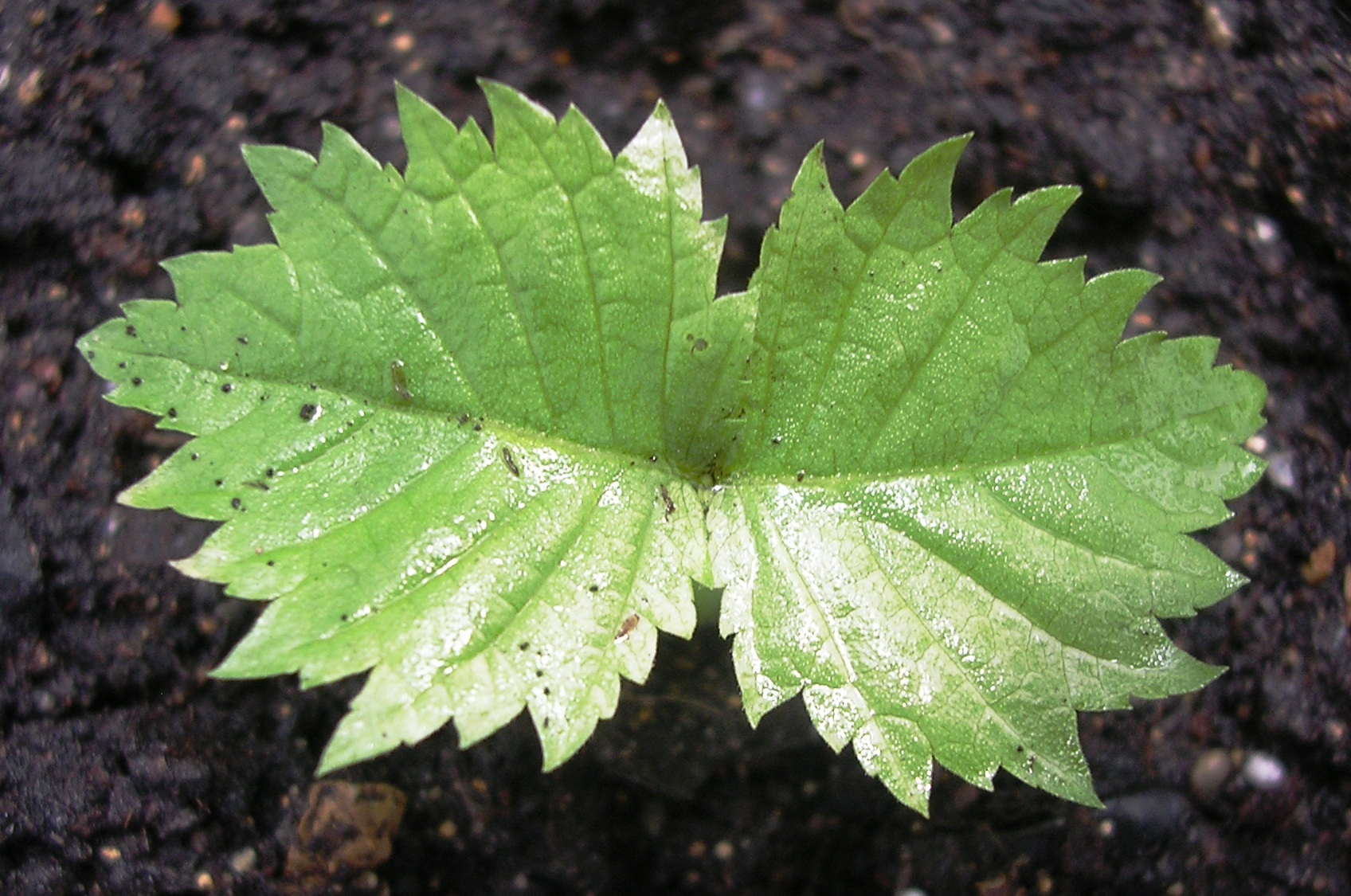
Hojas

## Distribución y hábitat
Es originario del Medio Oeste de los Estados Unidos. La zona de distribución va desde el sur de Ontario y Quebec, hacia el sur hasta Tennessee, hacia el oeste hasta el nordeste de Kansas, y hacia el norte en Minnesota. Su hábitat preferido es la marga arenosa húmeda pero bien drenada, marga, o suelo de marga limoso, mezclado con otras maderas nobles; es moderadamente tolerante a la sombra  Archivado el 25 de mayo de 2011 en Wayback Machine.. Sin embargo, también crece en tierras altas áridas, especialmente en bordes rocosos y riscos escarpados de caliza. 

## Descripción
El árbol crece hasta 15-30 m de alto y puede llegar a vivir 300 años. Cuando crece de forma silvestre, la corona es cilíndrica y recta con ramas cortas, y es más estrecho que la mayor parte de los olmos. Es también inusual entre los olmos en que usualmente tiene un hábito de crecimiento monopódico. La corteza es de color pardo grisáceo y profundamente forrado con bordes escamosos aplanados. Muchas ramas más viejas tienen 3-4 alas gruesas irregulares. Es por esta razón por lo que este olmo a veces es llamado, en inglés, Cork Elm, esto es, "olmo de corcho". 

## Taxonomía
Ulmus thomasii fue descrito por Charles Sprague Sargent y publicado en The Silva of North America 14: 102. 1902.
Etimología
Ulmus: nombre genérico que es el nombre clásico griego para el olmo.
thomasii: epíteto otorgado en honor de David Thomas, un ingeniero americano, quien fue el primero en nombrar y describir el árbol en el año 1831 como Ulmus racemosa.
Sinonimia
- Ulmus racemosa (no Borkh.) Thomas[6]